# اوان (مینه‌سوتا)
اوان، مینه‌سوتا (به انگلیسی: Evan, Minnesota) یک شهر در ایالات متحده آمریکا است که در شهرستان براون واقع شده‌است.

## خصوصیات
اوان ۲٫۶۲ کیلومترمربع مساحت و ۸۶ نفر جمعیت دارد و ۳۱۳ متر بالاتر از سطح دریا واقع شده‌است.